# سیارک ۴۳۹۴
سیارک ۴۳۹۴ (به انگلیسی: 4394 Fritzheide، نامگذاری:1981EB19) چهار هزار و سیصد و نود و چهارمین سیارک کشف شده‌است که در ۲ مارس ۱۹۸۱ کشف شد.
قدر مطلق سیارک برابر ۱۵٫۳۰ است.